# Aleksander Kupczyński
Aleksander Kupczyński (ur. 13 lutego 1873 w Paliwodziźnie, zm. 13 marca 1941 w Berlinie) – polski ksiądz katolicki, działacz narodowy i społeczny.

## Dzieciństwo i młodość
Urodzony 13 lutego 1873 w Paliwodziźnie, powiat Lipno w zaborze rosyjskim. Syn leśniczego Juliana Kupczyńskiego, uczestnika powstania styczniowego, i Anny z Kamińskich. Uczęszczał do szkół: powszechnej w Chełmży, Collegium Marianum w Pelplinie i gimnazjum w Brodnicy, w którym pełnił funkcję przewodniczącego tajnej organizacji filomackiej. Po ukończeniu seminarium w Pelplinie pełnił funkcję wikarego w Pręgowie, Chełmży, Subkowach i Nowem nad Wisłą. Od 1903 proboszcz w Wielkim Garcu. 

## Działalność społeczna i polityczna
Po 1918 poseł na Sejm Ustawodawczy z ramienia Narodowej Demokracji. Za działalność narodową w okresie zaborów oskarżony o zdradę o stanu, od wydania przez sąd w Tczewie wyroku śmierci ocalił go Traktat Wersalski z 1919 przyznający to miasto Polsce. Od 1906 do 1939 był prezesem największej organizacji pozarządowej na Pomorzu – Związku Towarzystw Ludowych, których zadaniem było krzewienie polskości poprzez oświatę w okresie zaborów. Założył Towarzystwo Ludowe w Tczewie w 1907, był współinicjatorem założenia istniejącego do dziś Banku Ludowego w Tczewie (1906) w celu walki z niemieckimi bankami. Siedzibą Związku Towarzystw Ludowych był od 1926 Tczew z uwagi na miejsce zamieszkania Kupczyńskiego. Od 1926 był proboszczem fary tczewskiej pw. Podwyższenia Krzyża Świętego. Inicjator wielu działań mających na celu odnowę tczewskiej świątyni. Autor publikacji „Fara Św. Krzyża w Tczewie”. W 1940 aresztowany, szybko jednak wypuszczony, zmarł w 1941 w Berlinie. 
Od 26 lutego 2009 jedna z ulic na Starym Mieście w Tczewie, na wniosek Oddziału Kociewskiego ZKP w Tczewie, nosi nazwę Aleksandra Kupczyńskiego.